# Sophonia spathulata
Sophonia spathulata är en insektsart som beskrevs av Chen och Li 2000. Sophonia spathulata ingår i släktet Sophonia och familjen dvärgstritar. Inga underarter finns listade i Catalogue of Life.